# Lijst van voetbalinterlands Polen - Servië
Deze lijst van voetbalinterlands is een overzicht van alle officiële voetbalwedstrijden tussen de nationale teams van Polen en Servië. De landen speelden tot op heden vijf keer tegen elkaar. De eerste ontmoeting, een kwalificatiewedstrijd voor het Europees kampioenschap voetbal 2008, werd gespeeld in Warschau op 6 september 2006. Het laatste duel, een vriendschappelijke wedstrijd, vond plaats op 23 maart 2016 in Poznań.

## Wedstrijden
| № | Plaats   | Datum            | Competitie           | Wedstrijd      | Uitslag |
| - | -------- | ---------------- | -------------------- | -------------- | ------- |
| 1 | Warschau | 6 september 2006 | EK 2008 kwalificatie | Polen – Servië | 1 – 1   |
| 2 | Belgrado | 21 november 2007 | EK 2008 kwalificatie | Servië – Polen | 2 – 2   |
| 3 | Antalya  | 14 december 2008 | Vriendschappelijk    | Servië – Polen | 0 – 1   |
| 4 | Kufstein | 2 juni 2010      | Vriendschappelijk    | Servië – Polen | 0 – 0   |
| 5 | Poznań   | 23 maart 2016    | Vriendschappelijk    | Polen − Servië | 1 − 0   |

## Samenvatting
| Competitie        | Totaal gespeeld | Winst Polen | Gelijk | Winst Servië | Doelsaldo Polen – Servië |
| ----------------- | --------------- | ----------- | ------ | ------------ | ------------------------ |
| EK-kwalificatie   | 2               | 0           | 2      | 0            | 3 − 3                    |
| Vriendschappelijk | 3               | 2           | 1      | 0            | 2 − 0                    |
| Totaal            | 5               | 2           | 3      | 0            | 5 − 3                    |

## Details

### Eerste ontmoeting
| EK 2008 kwalificatie (Warschau, Polen, 6 september 2006): |       |                   |
| Polen                                                     | 1 – 1 | Servië            |
| Radosław Matusiak 30'                                     | goals | 71' Danko Lazović |

### Tweede ontmoeting
| EK 2008 kwalificatie (Belgrado, Servië, 21 november 2007): |       |                                          |
| Servië                                                     | 2 – 2 | Polen                                    |
| Nikola Žigić 69' Danko Lazović 71'                         | goals | 28' Rafał Murawski 47' Radosław Matusiak |

### Derde ontmoeting
| Vriendschappelijk (Antalya, Turkije, 14 december 2008): |       |                   |
| Servië                                                  | 0 – 1 | Polen             |
|                                                         | goals | 53' Rafał Boguski |

### Vierde ontmoeting
| Vriendschappelijk (Kufstein, Oostenrijk, 2 juni 2010): |       |       |
| Servië                                                 | 0 – 0 | Polen |
|                                                        | goals |       |

### Vijfde ontmoeting
| Vriendschappelijk (Poznań, Polen, 23 maart 2016): |              | |
| Polen | 1 – 0        | Servië |
| Jakub Błaszczykowski 28' | goals        | |
| Adam Nawałka | bondscoach   | Radovan Ćurčić |
| Łukasz Fabiański 46' Łukasz Piszczek Kamil Glik Bartosz Salamon 87' Jakub Błaszczykowski Maciej Rybus Grzegorz Krychowiak 76' Kamil Grosicki 75' Robert Lewandowski 73' Arkadiusz Milik Piotr Zieliński 82' | opstellingen | Vladimir Stojković Branislav Ivanović Slobodan Rajković 85' Nemanja Matić 90+1' Nikola Maksimović Aleksandar Kolarov 66' Zoran Tošić 73' Luka Milivojević 56' Nikola Stojiljković 78' Filip Kostić Adem Ljajić |
| Wojciech Szczęsny 46' Łukasz Teodorczyk 73' Bartosz Kapustka 75' Tomasz Jodłowiec 76' Ariel Borysiuk 82' Michał Pazdan 87'                                                                                  | wissels      | 56' Filip Đuričić 66' Miralem Sulejmani 73' Nemanja Maksimović 78' Filip Mladenović 85' Darko Brašanac 90+1' Uroš Spajić                                                                                       |
| - Debuut van Nemanja Maksimović (Astana FC) en Nikola Stojiljković (SC Braga) voor Servië. |              | |